# DDH-973 양만춘
DDH-973 양만춘(梁萬春/楊萬春)은 대한민국 해군 소속의 3,200톤급 구축함이고 광개토대왕급 구축함 3번함이다. 고구려 때 안시성 전투에서 당나라 군대를 물리친 양만춘 장군의 이름을 함명으로 정했다.
강원도 동해시에 위치한 대한민국 해군 1함대에 배속중이다. 원래 천안함 침몰 사건 이후 해군 2함대의 기함이었으나, 2014년 소속이 1함대로 바뀌었다.

## 주요 제원
- 주요 무장
  - 오토 멜라라 54구경 127mm(5 inch) 함포 1문
  - 시그널 30mm 골키퍼(Goalkeeper) 근접방어무기체계(CIWS) 2문
  - 대함 무장 - 하푼 대함유도미사일
  - 대공 무장 - 시스패로 함대공 미사일 및 Mk.48 mod2 수직발사기
  - 어뢰 - 얼라이언트 테크시스템 Mk.46 mod 5 및 324mm 어뢰발사관 탑재
- 채프 플레어, 디코이 런처, 수중 음파탐지기(Sonar)와 적아(敵我) 식별기, 화생방 방호체계 등 각종 전자장비를 갖추고 있다.
- 대공 레이다 - 레이시온 AN/SPS-49(V) 2D 레이다
- 수상 레이다 - 시그널 MW-08 수상 감시 레이다
- 항법 레이다 - 대우 SPS-95k 레이다
- 사격통제레이다 - 시그널 STIR 180 사격통제레이다
- IFF AN/UPX-27K IFF
- ECM ARGOSystems AR 700
- ECM ARGOSystems APECS 2
- 채프 - CSEE DAGAIE MK.2 채프 발사기 4기
- 어뢰 기만기 - SLQ-25 닉시
- 전투지휘시스템 - BAe SEMA SSCS MK.7 전투 시스템
- 사격통제시스템
  - SWG-1A(v) 하푼통제시스템
  - MK.91 mod 3 시스패로우 사격통제시스템
- 통신시스템 - 한국형 해군 전술 데이터 시스템(KNTDS, Korean Naval Tatical Data System) LINK 11
- 소나 - 아틀라스 DSQS-21BZ 헐마운티드 소나